# Назаров, Юрий Алексеевич
Юрий Алексеевич Назаров (род. 13 ноября 1992, Новокузнецк, Кемеровская область) — российский хоккеист, нападающий.

## Биография
Стал заниматься хоккеем с пяти лет, первый тренер Андрей Зырянов. Дебютировал в команде «Металлург-2» Новокузнецк в сезоне-2008/09 первой лиги-2008/09. Со следующего сезона — игрок МХЛ «Кузнецкие медведи». В следующем сезоне дебютировал в КХЛ, проведя за «Металлург» четыре матча. В сезоне 2011/12 играл в МХЛ, в сезоне 2012/13 провёл 35 матчей в КХЛ, 23 в МХЛ и три — за «Ариаду-Акпарс» Волжск в ВХЛ. В сезоне 2013/14 сыграл 14 матчей в КХЛ и 27 — в ВХЛ. Затем играл за «Ариаду», по ходу сезона-2015/16 перешёл в «Южный Урал». Сезон-2016/17 начал в фарм-клубе хабаровского «Амура» «Сокол» Красноярск из ВХЛ. 7 ноября подписал двусторонний контракт до конца сезона с «Амуром», за два сезона провёл 32 матча в КХЛ. С сезона 2019/20 игрок «Лады», в следующем сезоне вернулся в «Сокол».
Сезон-2021/22 провёл в клубе чемпионата Румынии «Дунэря» Галац. Следующий сезон начал в клубе «Хумо» Ташкент, но проведя один матч в чемпионате Казахстана и два — в Кубке Казахстана, вернулся в «Дунэрю». В сезоне 2023/24 играл во второй словацкой лиге за клубы «Римавска-Собота» и «Жьяр-над-Гроном». В сезоне 2024/25 — игрок команды чемпионата Турции «Истанбул Бююкшехир».
Бронзовый призёр хоккейного турнира зимней Универсиады 2013 года.